# Турецкая интервенция в Болгарию (1913)
Турецкая интерве́нция в Болга́рию — вмешательство Османской империи во Вторую Балканскую войну, когда 12 июля 1913 года турецкие войска пересекли границу с Болгарией и начали наступление во Фракии. Целью интервенции было вернуть Турции хотя бы часть территорий, потерянных в Первой Балканской войне. Руководство турецкой армией взял на себя Иззет-паша.
Несмотря на подписание Лондонского мирного договора новое правительство Османской империи во главе с великим визирем Мехмедом Саидом Халим-пашой и военным министром Иззет-пашой держало более 250 000 бойцов возле Чаталджи и Булаира и ждало развития конфликта между балканскими союзниками. В дипломатических нотах крупным европейским державам объяснялось, что воссоединение земель Марицы и Эдирне с Османской империей необходимо для защиты Константинополя и проливов, и утверждалось, что турецкое население за линией Медеи - Еноса подвергается «систематическому истреблению».
Османское правительство ждало развития боевых действий между союзниками до 12 июля. Затем турецкий флот начал действия на Чёрном море, высадившись в Инеаде и появившись перед Василико и Ахтополем. Через сутки (13 июля) из Чаталджи и Булаира также стали наступать сухопутные войска под предлогом занятия территорий до границы, определённой Лондонским мирным договором. Галлиполийская армия сделала это ко 15 июля, а Чаталджанская армия задержалась на два дня. 16 июля османы пересекли пограничную линию Медеи - Энос и в тот же день без сопротивления захватили Люлебургас, Визу и Бунархисар. Армия турок наступала тремя колоннами — правой (генерал Ахмед Абук-паша) через Визу на Лозенград, центральной (Хасан-Изет-паша) и южной (Хуршид-паша) через Люлебургаз на Эдирне. К Эдирне (через Хироболь и Узункёпрю) продвинулась также колонна галлиполийской армии. Болгария, у которой слишком мало регулярных войск в этом районе, обратилась к великим державам с просьбой обеспечить соблюдение Лондонского договора, но безуспешно. Южный отряд, дислоцированный в Одринско, получает приказ отступить. 20 июля османы захватили Димотику, на следующий день после Лозенграда, а 23 июля их авангард вошёл в Эдирне. Болгарский гарнизон отступил с арьергардными боями у Мустафа-паши и Любимца.
Хотя ранее заявленные цели похода были выполнены, 24 июля турецкие войска перешли болгарскую границу 1912 года и сожгли ряд деревень, вытеснив местное население на север. Болгарское командование начало перебрасывать войска во Фракию и 2 августа при нарастающем сопротивлении турецкое наступление было остановлено. В начале августа под давлением России, Германии и Великобритании османское правительство отвело свои войска за старые болгарские границы.
Подписанный 29 сентября того же года Константинопольский договор оговаривал передачу части Фракии Турции.